# Xã Friends Creek, Quận Macon, Illinois
Xã Friends Creek (tiếng Anh: Friends Creek Township) là một xã thuộc quận Macon, tiểu bang Illinois, Hoa Kỳ. Năm 2010, dân số của xã này là 1.450 người.